# Johnson’s Harbour
Die Siedlung Johnson’s Harbour (spanisch Puerto Johnson) liegt an der nordöstlichen Küste von Ostfalkland am Ufer des Berkeley Sound. An der Mündung des Chabot Creeks gelegen, ist sie von Bergen wie dem Diamond Mountain, North Lookout und Hawk Hill umgeben. Im Ort gibt es einen kleinen Laden und einen Rollstreifen für Notflüge des Falkland Islands Government Air Service (FIGAS).